# Frasne-le-Château
Frasne-le-Château település Franciaországban, Haute-Saône megyében. Lakosainak száma 292 fő (2022. január 1.). Frasne-le-Château La Vernotte, Les Bâties, Étrelles-et-la-Montbleuse, Fretigney-et-Velloreille, Villers-Chemin-et-Mont-lès-Étrelles, Oiselay-et-Grachaux és Vaux-le-Moncelot községekkel határos.

## Népesség
A település népességének változása:
| Lakosok száma | 286  | 285  | 317  | 292  | 294  | 297  | 296  | 294  | 292  |
|               | 2013 | 2015 | 2016 | 2017 | 2018 | 2019 | 2020 | 2021 | 2022 |